# Pivdenno-Zakhidna zaliznytsia
 (novembre 2021).
Si vous disposez d'ouvrages ou d'articles de référence ou si vous connaissez des sites web de qualité traitant du thème abordé ici, merci de compléter l'article en donnant les références utiles à sa vérifiabilité et en les liant à la section « Notes et références ».
Pivdenno-Zakhidna zaliznytsia (en ukrainien : Півде́нно-За́хідна залізни́ця, littéralement « chemin de fer du sud-ouest ») est une société de chemin de fer régionale ukrainienne qui a son siège social à Kiev. Elle est une composante de la société Ukrzaliznytsia. Son nom « sud-ouest » vient du russe (Юго-Западная железная дорога, Iougo-Zapadnaïa jeleznaïa doroga) car le réseau a été développé dans la partie sud-ouest de l'Empire russe par rapport à Moscou, en dépit d'être dans la partie nord de l'Ukraine.

## Histoire
Le transport ferroviaire russe se développe au XIXe siècle : la première voie ferrée construite dans la partie ukrainienne de l'Empire russe est une voie ferrée à partir d'Odessa et en direction de Balta, de 213 km de longueur, construite en 1865. Ce chemin de fer relie les régions agricoles du gouvernement de Kherson à Odessa, principal port marchand sur la mer Noire.

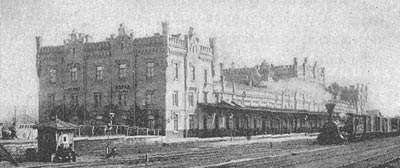
Gare de Kiev au XIXe siècle.

La PZZ entre en activité le 7 juin 1870 en ouvrant deux lignes pour relier Kiev à Balta, au sud, et à Koursk, au nord-est. La gare principale de la PZZ à Kiev est construite la même année.
Entre 1871 et 1876, les lignes de Jmerynka à Volotchysk et de Berdytchiv à Chepetivka y sont ajoutées, et entre 1890 et 1897, celles de Jmerynka à Mohyliv-Podilsky, Koziatyn à Ouman, Khrystynivka à Chpola et Berdytchiv à Jytomyr. La ligne de Fastiv est ouverte en 1897. En 1902, la ligne de Kiev à Korosten est construite et les chemins de fer de Volhynie sont rattachés à la PZZ. La ligne reliant Kiev (gare de Volhynie) à Kovel, longue de 400 km, ouvre en 1902. En 1904, la PZZ emploie 50 000 travailleurs.

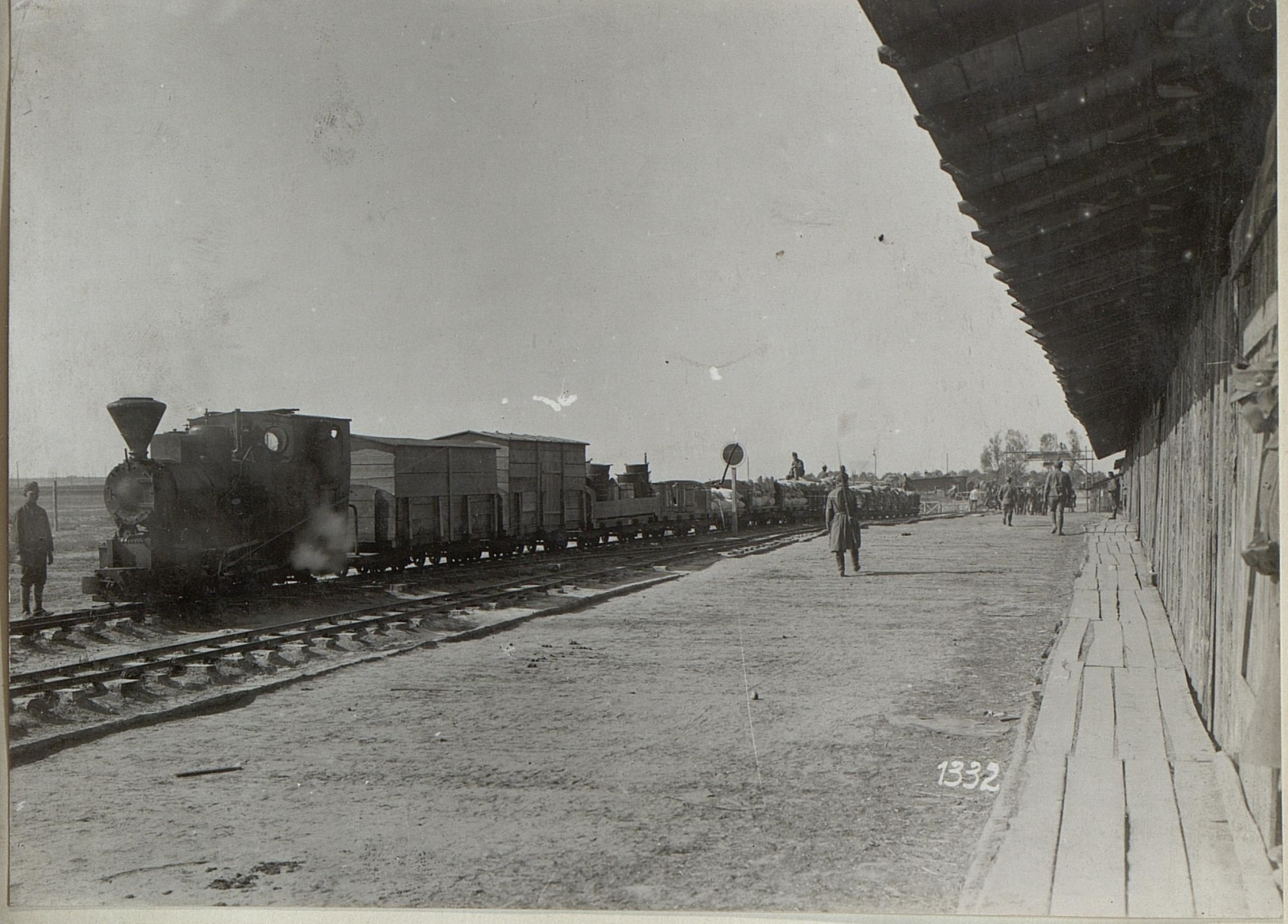
Gare de Kovel occupée par la 4e armée austro-hongroise en 1917.

En 1913, la PZZ exploite 3 906 verstes de lignes (soit 4 164 km) dont 1 349 verstes à double voie, avec 1 480 locomotives, 1 650 wagons de passagers et 31 809 wagons de marchandises. 
Lors de la Première Guerre mondiale, la PZZ dessert le district militaire de Kiev. La ligne Korosten-Chepetivka-Iziaslav-Lanivtsi est achevée en 1915-1916, la ligne Korosten-Vystupovytchi (uk)-Mazyr dans le courant de 1916. Le nœud ferroviaire de Kovel, pris par les Germano-Austro-Hongrois en 1915, est durement disputé pendant l'offensive Broussilov de 1916.
Le système ferroviaire soviétique (en) ajoute plusieurs lignes nouvelles : Nijyn-Tchernihiv en 1925, Tchernihiv-Ovroutch en 1928, Tchernihiv-Homiel en 1930, Vorojba-Orcha en 1931, Ovroutch-Bilokorovitchi (uk) en 1935, Fastiv-Jitomir et Kalynivka-Starokostiantyniv en 1936.
Après la Seconde Guerre mondiale, seulement deux nouvelles lignes sont construites : l'une en 1961 pour relier Kiev à sa principale centrale hydro-électrique, l'autre en 1983 entre Kiev et Myronivka.

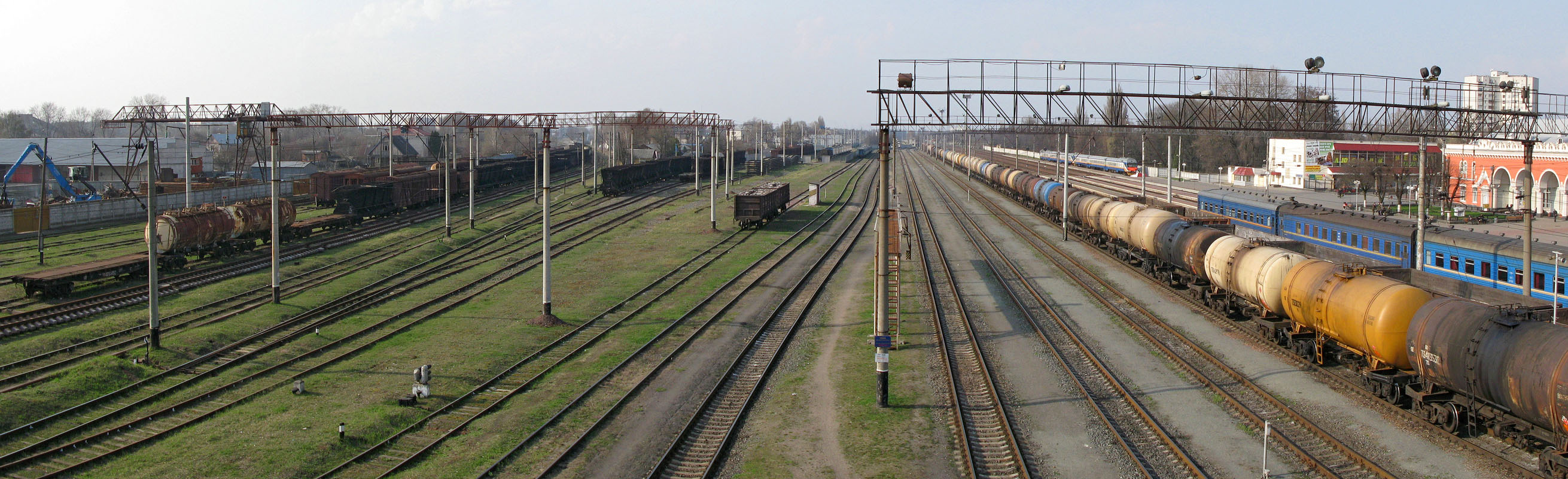
Gare de Tchernihiv en 2008.
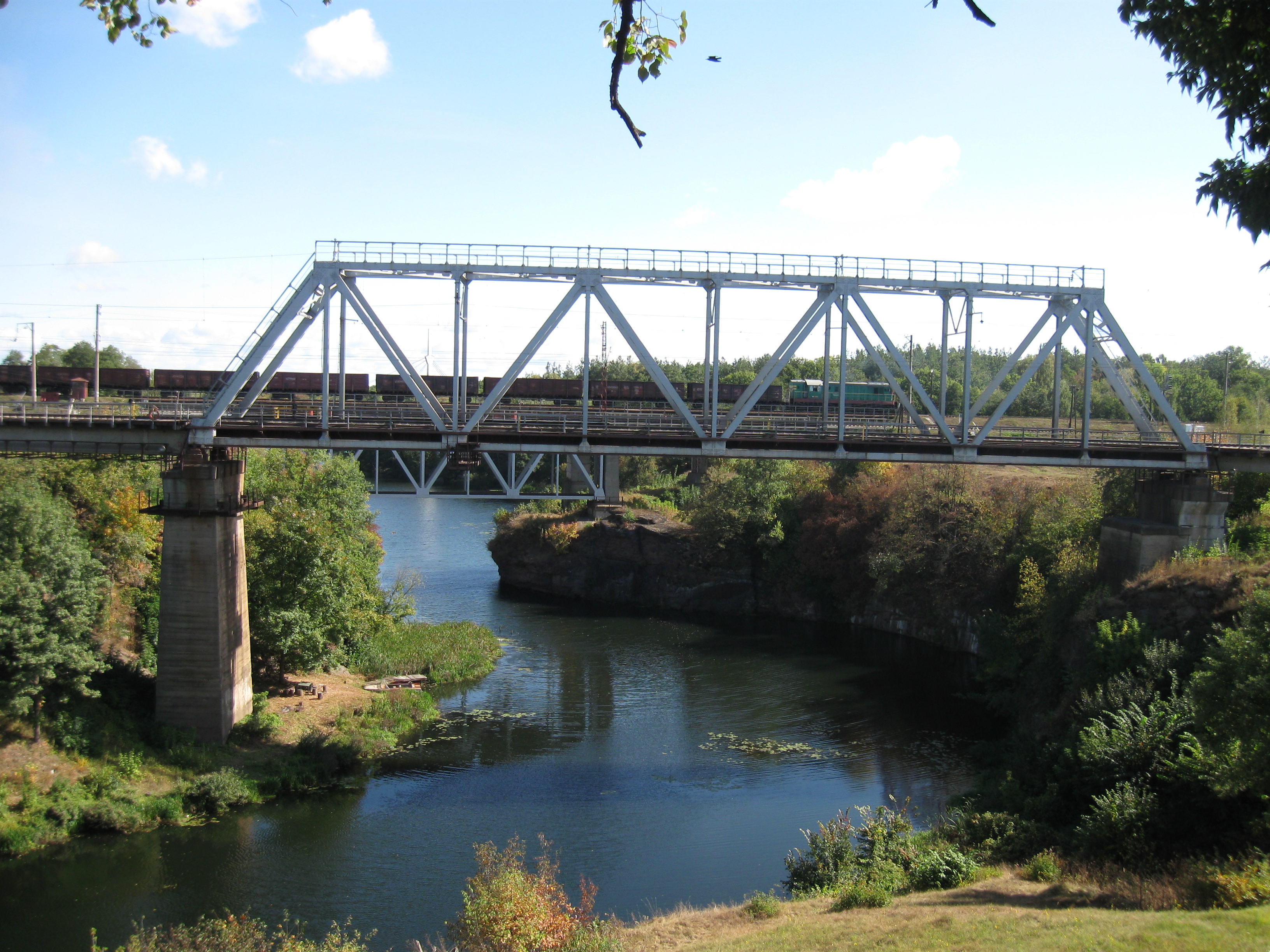
Pont du chemin de fer à Korosten, en 2009.
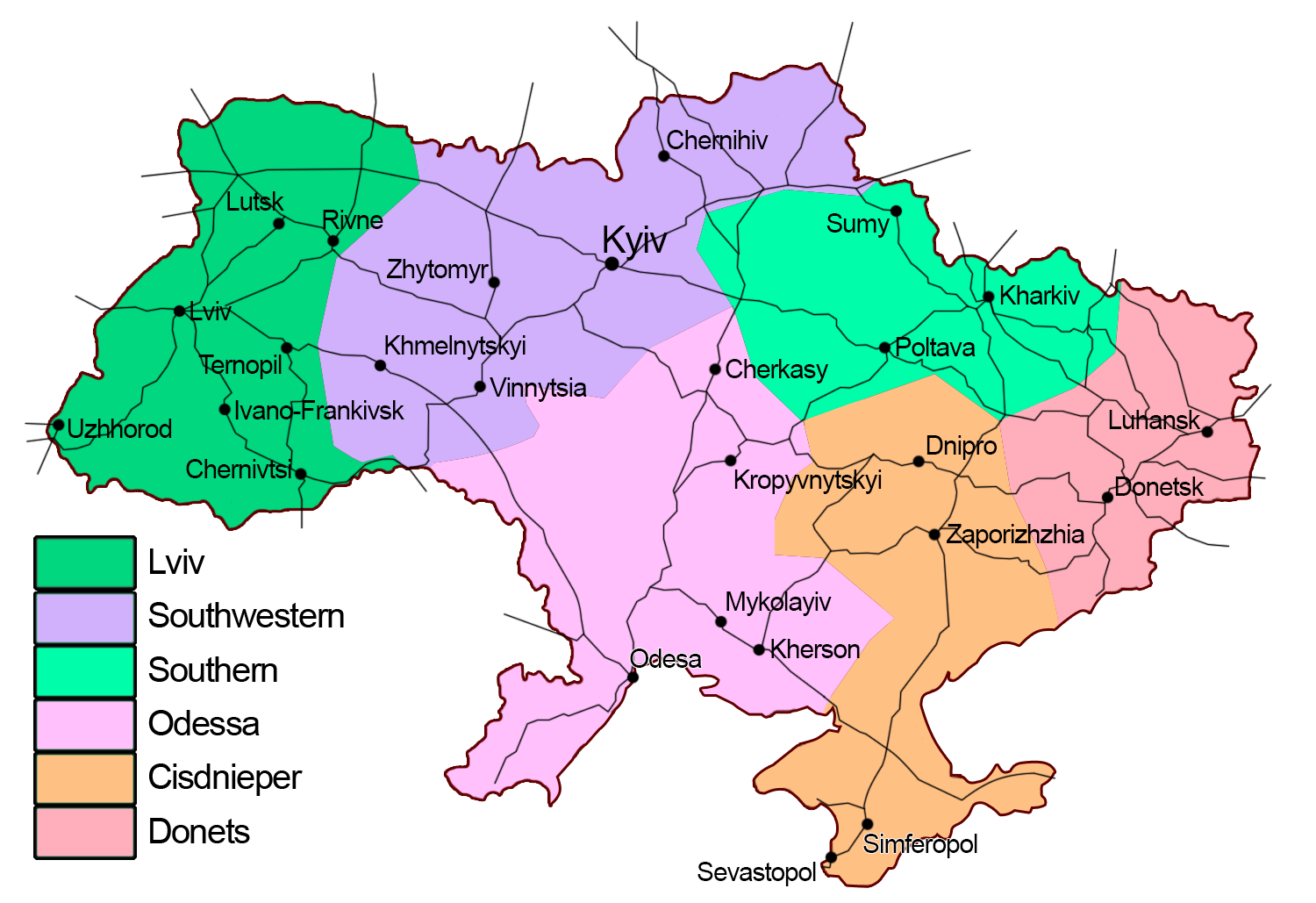
Croquis représentant les subdivisions ferroviaires en Ukraine en 2014.